# Хейзел-Ран (тауншип, Миннесота)
Хейзел-Ран (англ. Hazel Run) — тауншип в округе Йеллоу-Медисин, Миннесота, США. На 2000 год его население составило 194 человека.

## География
По данным Бюро переписи населения США площадь тауншипа составляет 92,3 км², из которых 92,3 км² занимает суша, водоёмов нет.

## Демография
По данным переписи населения 2000 года здесь находились 194 человека, 72 домохозяйства и 55 семей.  Плотность населения —  2,1 чел./км².  На территории тауншипа расположено 78 построек со средней плотностью 0,8 построек на один квадратный километр. Расовый состав населения: 95,36 % белых, 1,03 % коренных американцев, 3,61 % — других рас США. Испанцы или латиноамериканцы любой расы составляли 4,12 % от популяции тауншипа.
Из 72 домохозяйств в 43,1 % воспитывались дети до 18 лет, в 70,8 % проживали супружеские пары, в 2,8 % проживали незамужние женщины и в 23,6 % домохозяйств проживали несемейные люди. 22,2 % домохозяйств состояли из одного человека, при том 12,5 % из — одиноких пожилых людей старше 65 лет. Средний размер домохозяйства — 2,69, а семьи — 3,11 человека.
30,4 % населения — младше 18 лет, 4,6 % — в возрасте от 18 до 24 лет, 29,9 % — от 25 до 44, 17,5 % — от 45 до 64, и 17,5 % — старше 65 лет. Средний возраст — 37 лет. На каждые 100 женщин приходилось 96,0 мужчин.  На каждые 100 женщин старше 18 приходилось 98,5 мужчин.
Средний годовой доход домохозяйства составлял 46 406 долларов, а средний годовой доход семьи —  47 188 долларов. Средний доход мужчин —  28 750  долларов, в то время как у женщин — 20 625. Доход на душу населения составил 20 053 доллара. За чертой бедности находились 6,2 % семей и 8,5 % всего населения тауншипа, из которых 13,6 % младше 18 лет.